# Rouge
Rouge (eller kinderødt) er en form for makeup, som lægges på kinderne for at give en vis effekt (fx at se mindre bleg ud) eller glød. Rouge er oftest i pudderform og lægges på kinderne med en rougebørste, en stor børste med en bred kvast forenden.

## Navnets oprindelse
Navnet rouge kommer af, at det oprindeligt var en rød farve, og da rød på fransk hedder "rouge". 

## Nuancer og brug
I dag kan rouge dog fås i flere forskellige nuancer f.eks. gyldenbrun, rød og lyserød. Farvevalg og placering er en smagssag og er dermed subjektivt. Men som retningslinje til hvilken farve man skal lægge på, og til hvilken anledning, og hvad man skal signalere kan fx opstilles følgende: Hvis man skal have et frisk look, bruges oftest en lyserød eller rød, der lægges på de såkaldte "æblekinder".  Vil man derimod have et elegant aftenlook, skal rougen ligges på kindbenene.